# Kujbyszewo (rejon krasnoszczokowski)
Kujbyszewo (ros. Куйбышево) – wieś (sieło) w Rosji, w Kraju Ałtajskim, w rejonie krasnoszczokowskim. W 2010 liczyła 704 mieszkańców.